# Leptoneta unispinosa
Leptoneta unispinosa är en spindelart som beskrevs av Yin, Wang och Wang 1984. Leptoneta unispinosa ingår i släktet Leptoneta och familjen Leptonetidae. Inga underarter finns listade i Catalogue of Life.